# 29기 KBS 바둑왕전
29기 KBS 바둑왕전은 한국방송공사의 TV 속기전이 참가한 국내 바둑 기전이다. 결승에서는 박정환 九단이 백홍석 七단을 2대 0로 꺾고 바둑왕전 생에 첫 타이틀을 획득했다.

## 대진표

### 승자조,패자조
| 김주호 八단       | 김주호 八단 | 이창호 九단 | 박정환 七단 | 박정환 七단 | 박정환 九단 | 박정환 九단 | 박정환 九단 | 박정환 九단 2:0 |
| 안형준 二단       | 김주호 八단 | 이창호 九단 | 박정환 七단 | 박정환 七단 | 박정환 九단 | 박정환 九단 | 박정환 九단 | 박정환 九단 2:0 |
| 이창호 九단       |             | 이창호 九단 | 박정환 七단 | 박정환 七단 | 박정환 九단 | 박정환 九단 | 박정환 九단 | 박정환 九단 2:0 |
| 주형욱 五단       | 주형욱 五단 | 박정환 七단 | 박정환 七단 | 박정환 七단 | 박정환 九단 | 박정환 九단 | 박정환 九단 | 박정환 九단 2:0 |
| 진시영 三단       | 주형욱 五단 | 박정환 七단 | 박정환 七단 | 박정환 七단 | 박정환 九단 | 박정환 九단 | 박정환 九단 | 박정환 九단 2:0 |
| 박정환 七단       | 박정환 七단 | 박정환 七단 | 박정환 七단 | 박정환 七단 | 박정환 九단 | 박정환 九단 | 박정환 九단 | 박정환 九단 2:0 |
| 강지성 八단       | 박정환 七단 | 박정환 七단 | 박정환 七단 | 박정환 七단 | 박정환 九단 | 박정환 九단 | 박정환 九단 | 박정환 九단 2:0 |
| 박영훈 九단       | 김수용 三단 | 김수용 三단 | 최철한 九단 | 박정환 七단 | 박정환 九단 | 박정환 九단 | 박정환 九단 | 박정환 九단 2:0 |
| 고근태 七단       | 김수용 三단 | 김수용 三단 | 최철한 九단 | 박정환 七단 | 박정환 九단 | 박정환 九단 | 박정환 九단 | 박정환 九단 2:0 |
| 김수용 三단       |             | 김수용 三단 | 최철한 九단 | 박정환 七단 | 박정환 九단 | 박정환 九단 | 박정환 九단 | 박정환 九단 2:0 |
| 조훈현 九단       | 김정현 初단 | 최철한 九단 | 최철한 九단 | 박정환 七단 | 박정환 九단 | 박정환 九단 | 박정환 九단 | 박정환 九단 2:0 |
| 김정현 初단       | 김정현 初단 | 최철한 九단 | 최철한 九단 | 박정환 七단 | 박정환 九단 | 박정환 九단 | 박정환 九단 | 박정환 九단 2:0 |
| 이상훈(小) 七단   | 최철한 九단 | 최철한 九단 | 최철한 九단 | 박정환 七단 | 박정환 九단 | 박정환 九단 | 박정환 九단 | 박정환 九단 2:0 |
| 최철한 九단       | 최철한 九단 | 최철한 九단 | 최철한 九단 | 박정환 七단 | 박정환 九단 | 박정환 九단 | 박정환 九단 | 박정환 九단 2:0 |
| 이희성 八단       | 이희성 八단 | 이희성 八단 | 백홍석 七단 | 백홍석 七단 | 박정환 九단 | 박정환 九단 | 박정환 九단 | 박정환 九단 2:0 |
| 윤준상 八단       | 이희성 八단 | 이희성 八단 | 백홍석 七단 | 백홍석 七단 | 박정환 九단 | 박정환 九단 | 박정환 九단 | 박정환 九단 2:0 |
| 강동윤 九단       |             | 이희성 八단 | 백홍석 七단 | 백홍석 七단 | 박정환 九단 | 박정환 九단 | 박정환 九단 | 박정환 九단 2:0 |
| 김형환 四단       | 백홍석 七단 | 백홍석 七단 | 백홍석 七단 | 백홍석 七단 | 박정환 九단 | 박정환 九단 | 박정환 九단 | 박정환 九단 2:0 |
| 백홍석 七단       | 백홍석 七단 | 백홍석 七단 | 백홍석 七단 | 백홍석 七단 | 박정환 九단 | 박정환 九단 | 박정환 九단 | 박정환 九단 2:0 |
| 강유택 三단       | 강유택 三단 | 백홍석 七단 | 백홍석 七단 | 백홍석 七단 | 박정환 九단 | 박정환 九단 | 박정환 九단 | 박정환 九단 2:0 |
| 루이나이웨이 九단 | 강유택 三단 | 백홍석 七단 | 백홍석 七단 | 백홍석 七단 | 박정환 九단 | 박정환 九단 | 박정환 九단 | 박정환 九단 2:0 |
| 김동희 二단       | 김지석 七단 | 김지석 七단 | 김지석 七단 | 백홍석 七단 | 박정환 九단 | 박정환 九단 | 박정환 九단 | 박정환 九단 2:0 |
| 김지석 七단       | 김지석 七단 | 김지석 七단 | 김지석 七단 | 백홍석 七단 | 박정환 九단 | 박정환 九단 | 박정환 九단 | 박정환 九단 2:0 |
| 허진 初단         |             | 김지석 七단 | 김지석 七단 | 백홍석 七단 | 박정환 九단 | 박정환 九단 | 박정환 九단 | 박정환 九단 2:0 |
| 박정상 九단       | 박정상 九단 | 이세돌 九단 | 김지석 七단 | 백홍석 七단 | 박정환 九단 | 박정환 九단 | 박정환 九단 | 박정환 九단 2:0 |
| 안조영 九단       | 박정상 九단 | 이세돌 九단 | 김지석 七단 | 백홍석 七단 | 박정환 九단 | 박정환 九단 | 박정환 九단 | 박정환 九단 2:0 |
| 이세돌 九단       | 이세돌 九단 | 이세돌 九단 | 김지석 七단 | 백홍석 七단 | 박정환 九단 | 박정환 九단 | 박정환 九단 | 박정환 九단 2:0 |
| 김형우 四단       | 이세돌 九단 | 이세돌 九단 | 김지석 七단 | 백홍석 七단 | 박정환 九단 | 박정환 九단 | 박정환 九단 | 박정환 九단 2:0 |
| 패자 1회전        | 패자 1회전  | 패자 2회전  | 패자 3회전  | 패자 4회전  | 패자 준결승 | 패자 결승   |             | 박정환 九단 2:0 |
| 김주호 八단       | 박정상 九단 | 김수용 三단 | 주형욱 五단 | 최철한 九단 | 이세돌 九단 | 백홍석 七단 |             | 박정환 九단 2:0 |
| 박정상 九단       | 박정상 九단 | 김수용 三단 | 주형욱 五단 | 최철한 九단 | 이세돌 九단 | 백홍석 七단 |             | 박정환 九단 2:0 |
| 김수용 三단       |             | 김수용 三단 | 주형욱 五단 | 최철한 九단 | 이세돌 九단 | 백홍석 七단 |             | 박정환 九단 2:0 |
| 주형욱 五단       | 주형욱 五단 | 주형욱 五단 | 주형욱 五단 | 최철한 九단 | 이세돌 九단 | 백홍석 七단 |             | 박정환 九단 2:0 |
| 허진 初단         | 주형욱 五단 | 주형욱 五단 | 주형욱 五단 | 최철한 九단 | 이세돌 九단 | 백홍석 七단 |             | 박정환 九단 2:0 |
| 이희성 八단       |             | 주형욱 五단 | 주형욱 五단 | 최철한 九단 | 이세돌 九단 | 백홍석 七단 |             | 박정환 九단 2:0 |
| 최철한 九단       |             |             |             | 최철한 九단 | 이세돌 九단 | 백홍석 七단 |             | 박정환 九단 2:0 |
| 박영훈 九단       | 강유택 三단 | 이세돌 九단 | 이세돌 九단 | 이세돌 九단 | 이세돌 九단 | 백홍석 七단 |             | 박정환 九단 2:0 |
| 강유택 三단       | 강유택 三단 | 이세돌 九단 | 이세돌 九단 | 이세돌 九단 | 이세돌 九단 | 백홍석 七단 |             | 박정환 九단 2:0 |
| 이세돌 九단       |             | 이세돌 九단 | 이세돌 九단 | 이세돌 九단 | 이세돌 九단 | 백홍석 七단 |             | 박정환 九단 2:0 |
| 김정현 初단       | 이창호 九단 | 이창호 九단 | 이세돌 九단 | 이세돌 九단 | 이세돌 九단 | 백홍석 七단 |             | 박정환 九단 2:0 |
| 강동윤 九단       | 이창호 九단 | 이창호 九단 | 이세돌 九단 | 이세돌 九단 | 이세돌 九단 | 백홍석 七단 |             | 박정환 九단 2:0 |
| 이창호 九단       |             | 이창호 九단 | 이세돌 九단 | 이세돌 九단 | 이세돌 九단 | 백홍석 七단 |             | 박정환 九단 2:0 |
| 김지석 七단       |             |             |             | 이세돌 九단 | 이세돌 九단 | 백홍석 七단 |             | 박정환 九단 2:0 |
| 백홍석 七단       |             |             |             |             |             | 백홍석 七단 |             | 박정환 九단 2:0 |

## 대국 결과
| 대진        | 연도   | 대국일자  | 승자        | 패자              | 결과             | 기보 |
| ----------- | ------ | --------- | ----------- | ----------------- | ---------------- | ---- |
| 승자 1회전  | 2010년 | 3월 15일  | 김주호 八단 | 안형준 二단       | 337수 흑 3집반승 |      |
| 승자 1회전  | 2010년 | 3월 15일  | 주형욱 五단 | 진시영 三단       | 251수 흑 불계승  |      |
| 승자 1회전  | 2010년 | 3월 22일  | 박영훈 九단 | 고근태 七단       | 193수 흑 불계승  |      |
| 승자 1회전  | 2010년 | 3월 22일  | 김정현 初단 | 조훈현 九단       | 289수 흑 불계승  |      |
| 승자 1회전  | 2010년 | 3월 29일  | 박정환 七단 | 강지성 八단       | 172수 백 불계승  |      |
| 승자 1회전  | 2010년 | 3월 29일  | 이희성 八단 | 윤준상 八단       | 119수 흑 불계승  |      |
| 승자 1회전  | 2010년 | 4월 19일  | 백홍석 七단 | 김형환 四단       | 225수 흑 불계승  |      |
| 승자 1회전  | 2010년 | 4월 19일  | 이세돌 九단 | 김형우 四단       | 192수 백 불계승  |      |
| 승자 1회전  | 2010년 | 5월 3일   | 최철한 九단 | 이상훈(小) 七단   | 173수 흑 불계승  |      |
| 승자 1회전  | 2010년 | 5월 3일   | 박정상 九단 | 안조영 九단       | 147수 흑 불계승  |      |
| 승자 1회전  | 2010년 | 5월 17일  | 강유택 三단 | 루이나이웨이 九단 | 191수 흑 불계승  |      |
| 승자 1회전  | 2010년 | 5월 17일  | 김지석 七단 | 김동희 二단       | 199수 흑 불계승  |      |
| 승자 2회전  | 2010년 | 5월 31일  | 최철한 九단 | 김정현 初단       | 162수 백 불계승  |      |
| 승자 2회전  | 2010년 | 5월 31일  | 이세돌 九단 | 박정상 九단       | 179수 흑 불계승  |      |
| 승자 2회전  | 2010년 | 7월 5일   | 박정환 八단 | 주형욱 五단       | 254수 백 불계승  |      |
| 승자 2회전  | 2010년 | 7월 5일   | 김수용 三단 | 박영훈 九단       | 266수 흑 1집반승 |      |
| 승자 2회전  | 2010년 | 7월 12일  | 이창호 九단 | 김주호 八단       | 161수 흑 불계승  |      |
| 승자 2회전  | 2010년 | 7월 12일  | 이희성 八단 | 강동윤 九단       | 177수 흑 불계승  |      |
| 승자 2회전  | 2010년 | 8월 2일   | 백홍석 七단 | 강유택 三단       | 211수 흑 불계승  |      |
| 승자 2회전  | 2010년 | 8월 2일   | 김지석 七단 | 허진 初단         | 229수 흑 불계승  |      |
| 패자 1회전  | 2010년 | 8월 23일  | 강유택 三단 | 박영훈 九단       | 169수 흑 불계승  |      |
| 패자 1회전  | 2010년 | 8월 23일  | 강동윤 九단 | 김정현 二단       | 213수 흑 불계승  |      |
| 패자 1회전  | 2010년 | 9월 6일   | 박정상 九단 | 김주호 九단       | 167수 흑 불계승  |      |
| 패자 1회전  | 2010년 | 9월 6일   | 주형욱 五단 | 허진 初단         | 137수 흑 불계승  |      |
| 승자 3회전  | 2010년 | 9월 27일  | 최철한 九단 | 김수용 三단       | 109수 흑 불계승  |      |
| 승자 3회전  | 2010년 | 9월 27일  | 백홍석 七단 | 이희성 八단       | 194수 백 불계승  |      |
| 승자 3회전  | 2010년 | 10월 25일 | 박정환 八단 | 이창호 九단       | 161수 흑 불계승  |      |
| 승자 3회전  | 2010년 | 10월 25일 | 김지석 七단 | 이세돌 九단       | 209수 흑 불계승  |      |
| 패자 2회전  | 2010년 | 10월 11일 | 김수용 三단 | 박정상 九단       | 268수 백 1집반승 |      |
| 패자 2회전  | 2010년 | 10월 11일 | 주형욱 五단 | 이희성 八단       | 241수 흑 불계승  |      |
| 패자 2회전  | 2010년 | 11월 15일 | 이세돌 九단 | 강유택 三단       | 109수 흑 불계승  |      |
| 패자 2회전  | 2010년 | 11월 15일 | 이창호 九단 | 강동윤 九단       | 208수 백 불계승  |      |
| 패자 3회전  | 2010년 | 12월 20일 | 주형욱 五단 | 김수용 三단       | 310수 백 5집반승 |      |
| 패자 3회전  | 2010년 | 12월 20일 | 이세돌 九단 | 이창호 九단       | 166수 백 불계승  |      |
| 승자 준결승 | 2010년 | 11월 29일 | 박정환 八단 | 최철한 九단       | 320수 흑 4집반승 |      |
| 승자 준결승 | 2010년 | 11월 29일 | 백홍석 七단 | 김지석 七단       | 151수 흑 불계승  |      |
| 패자 4회전  | 2011년 | 1월 3일   | 최철한 九단 | 주형욱 五단       | 253수 흑 반집승  |      |
| 패자 4회전  | 2011년 | 1월 3일   | 이세돌 九단 | 김지석 七단       | 124수 백 불계승  |      |
| 패자 준결승 | 2011년 | 1월 10일  | 이세돌 九단 | 최철한 九단       | 207수 흑 불계승  |      |
| 승자 결승   | 2011년 | 1월 10일  | 박정환 九단 | 백홍석 七단       | 124수 백 불계승  |      |
| 패자 결승   | 2011년 | 1월 31일  | 백홍석 七단 | 이세돌 九단       | 205수 흑 불계승  |      |
| 결승 1국    | 2011년 | 2월 21일  | 박정환 九단 | 백홍석 七단       | 155수 흑 불계승  |      |
| 결승 2국    | 2011년 | 3월 21일  | 박정환 九단 | 백홍석 七단       | 134수 백 불계승  |      |
| 결승 3국    | 2011년 | 3월 21일  |             |                   |                  |      |

## TV 중계
- 노영하 九단 해설로 최유진 아마5단이 진행하였다. 결승 2국(최종국) 끝난 후 시상식에는 장웅 아나운서가 진행했으나 우승자 준우승자만 인터뷰를 하였다.